# Android: Netrunner
Android Netrunner est un jeu de cartes évolutif édité entre 2012 et 2018 par Fantasy Flight Games (Edge Entertainment pour la version française). Il s'agit d'un jeu à deux joueurs situé dans un futur dystopique. Chaque partie est une bataille entre une mégacorporation et un hacker (runner) pour prendre le contrôle des données. Il est basé sur le jeu de cartes à collectionner Netrunner de Richard Garfield, produit par Wizards of the Coast en 1996.
Le jeu est commercialisé sous la forme d'une boite de base, puis de nombreuses extensions durant plusieurs années. En parallèle Fantasy Flight Games organise régulièrement des événements et des tournois (Le "jeu organisé") afin de faire vivre le jeu.
En septembre 2017, Fantasy Flight Games France annonce la fin de la traduction française du jeu. En 2018, le jeu est arrêté, la licence avec Wizards of the Coast étant arrivée à échéance. Fantasy Flight Games annonce que les produits Netrunner ne seront plus vendus à compter du 22 octobre 2018.
Avec l’arrêt de la commercialisation du jeu, Fantasy Flight Games arrête également l'organisation d'événements et de tournois. Afin de continuer à faire vivre le jeu, la communauté des joueurs s'organise, une association non commerciale est créée sous le nom de "NISEI" (Nextrunner International Support & Expansion Initiative), renommée "Null Signal Games" en 2022. Null Signal Games continue le "jeu organisé" et crée de nouvelles extensions gratuites et traduites en plusieurs langues.

## Différences avec Netrunner
Android Netrunner n'est pas une simple réédition de Netrunner, un certain nombre de choses ont changé:
- L'univers du jeu n'est plus Cyberpunk 2020 mais "Android", un univers propre à Fantasy Flight Games.
- Le mode de distribution passe de jeu de cartes à collectionner à jeu de cartes évolutif.
- Ajout de factions parmi les runners (Anarch, Criminels, Façonneurs) et les corporations (Haas Bioroid, Jinteki, NBN, Consortium Weyland). Chaque deck doit avoir une carte identité d'une de ces factions et contenir des cartes de cette faction. Il existe aussi des cartes neutres et un système d'influence permettant d'utiliser les cartes des autres factions de manière limitée.
- Chaque carte est limitée à 3 exemplaires par deck contrairement à Netrunner qui n'avait pas de limite.
- Certaines mécaniques ont été modifiées ou simplifiées comme la "traque" ou la règle définissant le nombre de points de projets des corporations en fonctions du nombre de cartes du deck.
- Une partie de la terminologie a été modifiée : "bits" en "credits", "actions" en "clicks",...

Ces changements rendent les deux jeux incompatibles entre eux.

## Les éditions
Les extensions de ce jeu sont disponibles sous plusieurs formes :
- Les "Cycles", 8 extensions cohérentes entre elles et constituées de 6 "paquets de données" contenant chacun 20 cartes différentes (les 7 premières sont traduites en VF) ;
- Les "Deluxes", 5 extensions plus consistantes et plus thématiques (les 4 premières sont traduites en VF) ;
- Une extension narrative : Terminal Directive, non traduite en VF.

Les cartes sont toujours fournies en 3 exemplaires excepté dans la boite de base (où elles peuvent être en un seul ou en double exemplaire), et dans le cycle Mumbad (où certaines cartes sont en six exemplaires). Cette liste n'indique donc que le nombre de cartes différentes.
Les dates de sorties indiquées sont celles de la version française, et celles de la version anglaise pour les extensions non traduites.
- Boite de base (Core Set) - 113 cartes - Sortie en juin 2013.

- Cycle I : Cycle de la Genèse (Genesis Cycle) - 120 cartes - Sortie de juillet à septembre 2013 : 
  - Ce Qui Nous Attend (What Lies Ahead)
  - Infimes Quantités (Trace Amount)
  - Exode Cybernétique (Cyber Exodus)
  - Une Étude en Neige (A Study in Static)
  - L'Ombre de l'Humanité (Humanity's Shadow)
  - Technologies d'Avenir (Future Proof)

- Deluxe : Création et contrôle (Creation and Control) - 55 cartes - Sortie en octobre 2013 : sur le thème des factions Haas Bioroid et Façonneurs.

- Cycle II : Cycle des Distorsions (Spin Cycle) - 120 cartes  - Sortie de novembre 2013 à avril 2014 : 
  - Ouvertures (Opening Moves)
  - Doutes (Second Thought)
  - Mala Tempora (Mala Tempora)
  - Vrai Visage (True Colors)
  - Peur et Haine (Fear and Loathing)
  - Coup Double (Double Time)

- Deluxe : Honneur et profit (Honor and Profit) - 55 cartes - Sortie en mai 2014 : sur le thème des factions Jinteki et Criminels.

- Cycle III : Cycle Lunaire (Lunar Cycle) - 120 cartes  - Sortie d'août 2014 à janvier 2015 :
  - Sur le Haricot (Upstalk )
  - Interstices (The Spaces Between)
  - Premier Contact (First Contact)
  - Bascule (Up and Over)
  - Tout ce qui reste (All That Remains)
  - La Source (The Source)

- Deluxe : Ordre et Chaos (Order and Chaos) - 55 cartes - Sortie en février 2015 : sur le thème des factions Consortium Weyland et Anarch.

- Cycle IV : Cycle SanSan (SanSan Cycle) - 120 cartes  - Sortie d'avril à octobre 2015 :
  - La Vallée (The Valley)
  - La Baie des Brisants (Breaker Bay)
  - La Cité de Chrome (Chrome City)
  - Le Souterrain (The Underway)
  - Le Vieil Hollywood (Old Hollywood)
  - L’Univers de Demain (The Universe of Tomorrow)

- Deluxe : Destinée et Données (Data and Destiny) - 55 cartes - Sortie en novembre 2015 : sur le thème de la faction NBN et de 3 nouvelles factions runners spéciales (Adam, Apex & Sunny Lebeau).

- Cycle V : Cycle Mumbad (Mumbad Cycle) - 114 cartes  - Sortie de février à juin 2016 :
  - Kala Ghoda (Kala Ghoda)
  - Les Affaires avant tout (Business First)
  - Démocratie et Dogme (Democracy and Dogma)
  - L’Île de Salsette (Salsette Island)
  - L’Esprit Libéré (The Liberated Mind)
  - Redoutez le Peuple (Fear the Masses)

- Cycle VI : Point de rupture (Flashpoint) - 120 cartes - Sortie d'août 2016 à janvier 2017 :
  - 23 Secondes (23 Seconds)
  - Le Prix du Sang (Blood Money)
  - Escalade (Escalation)
  - Intervention (Intervention)
  - Loi Martiale (Martial Law)
  - Quorum (Quorum)

- Cycle VII : Sable Rouge (Red Sand) - 120 cartes - Sortie de mai à août 2017 :
  - Le Complexe de Dédale (Daedalus Complex)
  - Station One (Station One)
  - Rejeton de la Terre (Earth's Scion)
  - De Sang et d’Eau (Blood and Water)
  - Mars Libérée (Free Mars)
  - Poussière Écarlate (Crimson Dust)

- Narrative : Terminal Directive (non traduit en français) - 57 cartes - Sortie en avril 2017 : extension narrative incluant du matériel spécifique.

- Cycle VIII : Kitara (non traduit en français) - 120 cartes - Sortie de décembre 2017 à mai 2018 :
  - Sovereign Sight
  - Down the White Nile
  - Council of the Crest
  - The Devil and the Dragon
  - Whispers in Nalubaale
  - Kampala Ascendent

- Deluxe : Reign and Reverie (non traduit en français) - 58 cartes - Sortie en juin 2018 : concerne toutes les factions.

Le jeu propose donc 1167 cartes différentes en version française (jusqu'au cycle "Sable Rouge"), et 1345 cartes différentes au total (jusqu'à Reign and Reverie), hors extension Terminal Directive, variantes et cartes promos.
Une seconde édition du jeu de base (Revised Core Set), comprenant 132 cartes et incluant des cartes des 2 premiers cycles, est sortie en décembre 2017 en VO uniquement.

### Variante "Draft"
Le jeu est également disponible en variante "draft" dont le but est de créer son jeu juste avant de jouer à partir de paquets générés aléatoirement plutôt que de préparer son jeu à l'avance avec toutes les cartes possibles. La variante draft utilise des identités spécifiques possédant un nombre points d'influence infinies.
Les paquets de "Draft" sont vendus en impression à la demande et séparés de la manière suivante : 
- "Starter Draft-Pack" : Paquet contenant les règles, des identités spécifiques au draft, des cartes de base neutres pour le Runner et pour la Corporation.
- "Runner  Draft-Pack" : Contient un mélange de 40 cartes Runner pouvant être de toutes les factions.
- "Corporation Draft-Pack" : Contient un mélange de 40 cartes Corporation pouvant être de toutes les factions.

Il existe plusieurs éditions des Draft packs, mélangeant des cartes provenant de différentes éditions de la version standard : 
- Cyber War : 169 cartes différentes parmi la Boite de base et le "Cycle de la Genèse".
- Overdrive : 194 cartes différentes parmi la Boite de base, toutes les extensions deluxes jusqu’à "Création et contrôle" et tous les cycles jusqu'au "Cycle Lunaire".
- System Crash : 199 cartes différentes parmi la Boite de base, toutes les extensions deluxes jusqu’à "Ordre et Chaos" et tous les cycles jusqu'au "Cycle SanSan".
- Hardwired : 240 cartes différentes parmi la Boite de base, toutes les extensions deluxes jusqu’à "Destinée et Données" et tous les cycles jusqu'au "Cycle Mumbad".

Bien que les cartes soit identiques entre le draft et le jeu standard, les cartes identités sont spécifiques au draft et incompatibles avec le jeu standard. Initialement, le draft propose uniquement une carte identité neutre pour le runner et une pour la corporation ; l'édition Hardwired propose à la place une carte identité pour chacune des 7 factions.
La variante Draft n'a pas été traduite en français.

### Extensions par Null Signal Games
Ces extensions sont éditées par l'organisation non commerciale Null Signal Games et disponibles gratuitement. Elles sont compatibles avec l'Android Netrunner officiel bien que le dos des cartes, les logos et les illustrations soient différents pour des raisons de droit d'auteur.
Ces extensions sont initialement créées en anglais mais traduite en plusieurs langue dont le français.
- Cycle des Cendres (Ashes): 
  - Effondrement (Downfall) - 65 cartes - Sortie en Mars 2019
  - Révolte (Uprising) - 65 cartes - Sortie en Décembre 2019

- Magnum Opus - 6 cartes - Sortie en Juillet 2019 : Réédition d'un lot de cartes promotionnelles initialement produites en Septembre 2018 par Fantasy Flight Games.

- System Gateway - 77 cartes - Sortie en Mars 2021 : Équivalent d'une nouvelle boite de base, contient des decks préconstruits et des cartes supplémentaires.

- Mise à jour Système 2021 (System Update 2021) - 82 cartes - Sortie en Mars 2021 : Réédition de cartes classiques de Fantasy Flight Games.

- Cycle Borealis (Borealis): 
  - Soleil de Minuit (Midnight Sun) - 65 cartes - Sortie en Juillet 2022
  - Parhélie (Parhelion) - 63 cartes - Sortie en Décembre 2022